# Maidla, Harjumaa
Maidla (tyska: Wredehagen) är en by i Estland. Den ligger i Saue kommun och i landskapet Harjumaa, 24 km söder om huvudstaden Tallinn. Antalet invånare var 216 år 2011.
Maidla ligger 42 meter över havet och terrängen runt Maidla är platt. Runt Maidla är det glesbefolkat, med 11 invånare per kvadratkilometer. Närmaste större samhälle är Keila, 13 km nordväst om Maidla. I omgivningarna runt Maidla växer i huvudsak blandskog.
Trakten ingår i den hemiboreala klimatzonen. Årsmedeltemperaturen i trakten är 2 °C. Den varmaste månaden är juli, då medeltemperaturen är 17 °C, och den kallaste är januari, med −12 °C.